# Ekvatorrörkaktus
Ekvatorrörkaktus (Cleistocactus icosagonus) är en art inom släktet rörkaktusar och familjen kaktusväxter från Ecuador och norra Peru.
Arten växer i Anderna mellan 1000 och 3000 meter över havet. Den hittas i områden med lest fördelade buskar och med andra kaktusväxter som Opuntia pubescens.
För beståndet är inga hot kända. IUCN listar Cleistocactus icosagonus som livskraftig (LC).